# Mu Blondeau
Pour les articles homonymes, voir Blondeau.
Mu Blondeau, née le 14 mars 1967 à Cologne (alors en Allemagne de l'Ouest), est une narratrice visuelle belge.

## Biographie
Mu Blondeau naît le 14 mars 1967 à Cologne en République fédérale allemande. 
Après une enfance passée en Allemagne, elle s'installe en Belgique à l'âge de 12 ans. Elle obtient sa licence en art plastique et visuel - dessin, à l'ESAPV, Mons en 1996. De 1998 à 2005, elle enseigne le dessin dans cette même école.
Et depuis 2005, elle enseigne le dessin à la Haute-École de la Communauté française du Hainaut, à Tournai.
Elle commence à publier en 1993 dans des journaux et revues divers. En 2004, elle crée sa propre maison d'édition : La queue qui remue le chien. En bande dessinée, elle réalise en solo La Légende de la Gatte d'Or publié par Les Domaines Touristiques du Vallon de la Lembrée en 1996, puis dix and plus tard sur un scénario de son mari Philippe Foerster elle dessine et met en couleur le one shot Monstrueuse Parade dans la collection « Un monde » aux éditions Casterman. Enfin en 2010, elle publie Margot la folle dans la collection « Carrément BD » aux éditions Glénat.
Depuis 2018, elle est doctorante en Art et Sciences de l’Art à l’UCLouvain en partenariat avec Arts² elle questionne les possibilités de mettre en scène récits et dessins à partir d’organismes marins bioluminescents vivants, La RTBF l'invite à l'émission de télévision Les Éclaireurs de Fabienne Vande Meerssche diffusée le 20 octobre 2018, et qui est rediffusée le 9 mars 2019 sur la même chaîne.
En 2022, elle expose ses œuvres au Forum des Halles de Louvain-la-Neuve où elle prouve par ses créations que réaliser des dessins avec des organismes marins bioluminescents est possible lors de l'exposition Éclaboulinures,,,.

### Vie privée
Mu Blondeau a un fils Cory.

## Œuvres publiées

### Bandes dessinées
- La Légende de la Gatte d'Or[11], Les Domaines Touristiques du Vallon de la Lembrée, 1996
Scénario, dessin et couleurs : Mu Blondeau
- Monstrueuse Parade[4],[12], Casterman, coll. « Un monde », Bruxelles, janvier 2006
Scénario : Philippe Foerster - Dessin et couleurs : Mu Blondeau -  (ISBN 2203391278)
- Margot la folle[5], Glénat, coll. « Carrément BD », Grenoble, 3 novembre 2010
Scénario, dessin et couleurs : Mu Blondeau -  (ISBN 978-2-7234-6223-5)

### Recueils graphiques
- Éclaboulinures[13], Ion, Angoulême, 2022  (ISBN 978-2-919347-42-1)

### Albums illustrés
- Esprit, où es-tu ?, texte du Conseil Régional des Jeunes Chrétiens, Éditions Fidélité, 1998  (ISBN 2-87356-146-7).
- Ce sexe... qui n'est pas celui des anges[14], texte de Éric de Beukelaer, Fidélité, 1999  (ISBN 2-87356-165-3).
- Prier, à quoi ça sert ? Et autres questions impertinentes[14], texte de Christiane Lacoste, Fidélité, 2002  (ISBN 2-87356-241-2).
- Lettres à Do[14], texte de Charles Delhez, Fidélité, 2003  (ISBN 2-87356-253-6).
- Du temps où j'allais à la messe..., texte de Éric de Beukelaer, Fidélité, 2004  (ISBN 2-87356-293-5).
- Apprendre à vivre sa sexualité, texte de Éric de Beukelaer, Fidélité / des Béatitudes, 2007  (ISBN 978-2-87356-370-7) et  (ISBN 978-2-84024-279-6).
- Eaux de là[15] !, texte et dessin de Mu Blondeau, éditions La queue qui remue le chien, 2016  (ISBN 9782390170167).
- Enchantement sur document[16], La queue qui remue le chien, coll. « Trime et trottinements », 2018  (ISBN 9782808301893) .
- La Célébration des métamorphoses avortées, Pisse-triste, Carnet 1, La queue qui remue le chien, 2019.

### Collectifs
- Pétages de plombs et autres faits très divers du confinement, coll. « Gestes Barrières », 2021.

### Expositions
- Éclaboulinures !, Galerie Arte-Fac, Bruxelles, du 28 septembre au 3 novembre 2022[24].

## Réception

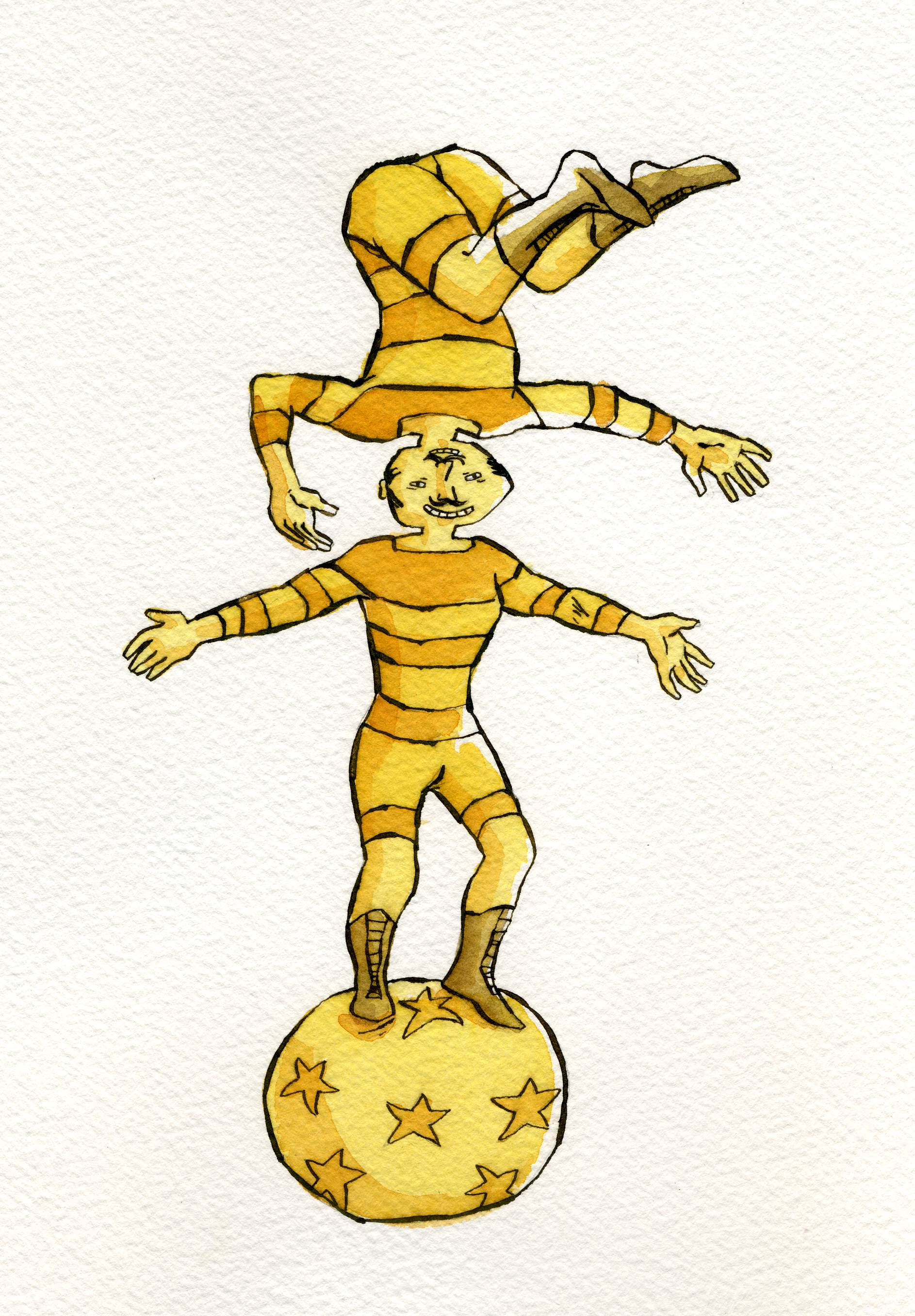
L'Acrobate

### Prix et récompenses
- 2001 :  premier prix Les acteurs du Lumeçon avec la lithographie El Grand Moumint, imprimée par Bruno Robbe, Doudou Mons[25],[26] ;
- 2006 :  premier prix de la Convention des arts graphiques et de la bande dessinée, pour Monstrueuse Parade, sur un scénario de Philippe Foerster, Roubaix[14].

#### Livres
: document utilisé comme source pour la rédaction de cet article.
- Jacques Fiérain, « Blondeau, Muriel », dans La B.D. en Hainaut, Jumet, IP Éditions, 2001 (ISBN 2-930336-07-2, présentation en ligne), p. 22-23.
- Paul Herman, « Légendes et proverbes », dans La Grimace du monde : Le fantastique entre Bosch, Bruegel et la bande dessinée, Grenoble, Glénat, 2014, 188 p., ill. ; 24 cm (ISBN 9782344001530 et 2344001530, OCLC 887507560, présentation en ligne), p. 62-67.
- Daniel Couty, « De Bruegel à Muriel Blondeau, ou le détournement burlesque des chefs-d’œuvre », dans La Grimace du monde : Le fantastique entre Bosch, Bruegel et la bande dessinée, Grenoble, Glénat, 2014, 188 p., ill. ; 24 cm (ISBN 9782344001530 et 2344001530, OCLC 887507560, présentation en ligne), p. 138-145.
- Philippe Mellot, Michel Denni, Laurent Turpin et Isabelle Morzadec, Trésors de la bande dessinée : BDM 2023-2024 - Catalogue encyclopédique et Argus, Paris, Les Arènes, novembre 2022, 1677 p., ill. ; 23 cm (ISBN 9791037507280, OCLC 1351462460, présentation en ligne), p. 796, 861. .

#### Périodiques
- Fabienne Dorey et Isabelle Roussel-Gillet, "L'ange freak de Muriel Blondeau et Philippe Foerster", dans Cahiers Robinson, no 26, Presses de l'Université d'Artois, Arras, novembre 2009, p. 135-145.
- Boris Henry, "Une influence qui dépasse le cinéma", dans "Freaks. Tod Browning", Cahiers du cinéma, CNC, Paris, 2016 , p. 19.

### Émissions de télévision
- Portraits : Lucien De Roeck, Jean-Michel Meyers et Murielle Blondeau 05/04/11, émission Plein la vue, présentée par Dominique Rombaut sur Notélé, intervenants : Mu Blondeau et Jean-Michel Meyers (13 min 27 s), 5 avril 2011.
- Actu BW : LLN : L'art d'être luminescent sur TV Com (3 min 16 s), 15 avril 2022.